# Stelis carnifex
Stelis carnifex is een vliesvleugelig insect uit de familie Megachilidae. De wetenschappelijke naam van de soort is voor het eerst geldig gepubliceerd in 1911 door Cockerell.